# Les Fantômes d'Halloween
Pour plus de détails, voir Fiche technique et Distribution.
Les Fantômes d'Halloween (Lady in White) est un film d'horreur fantastique américain réalisé par Frank LaLoggia, sorti en 1988.

## Synopsis
Frank, un jeune écolier, se retrouve enfermé dans les toilettes de l'école, à la suite d'une mauvaise farce de ses camarades pour Halloween. De là, il voit le fantôme d'une jeune fille ainsi que le meurtrier qui l'a tuée il y a dix ans de cela, dans l'enceinte même de l'école. Poursuivi par ce meurtrier, il arrive à s'enfuir de l'école pour se réfugier dans une vieille maison où vit une inquiétante femme en blanc…

## Fiche technique
- Titre : Les Fantômes d'Halloween
- Titre original : Lady in White
- Réalisation : Frank LaLoggia
- Scénario : Frank LaLoggia
- Production : Charles M. LaLoggia, Cliff Payne, Andrew G. La Marca, Frank LaLoggia, Carl Reynolds, Peter Kolokouris
- Musique : Frank LaLoggia
- Photographie : Russell Carpenter
- Montage : Steve Mann
- Direction artistique : Richard K. Hummel
- Chef décorateur : Howard Kling, Kenneth Wolf Jr.
- Costumes : Jacqueline Saint Anne
- Pays d'origine : États-Unis
- Langue : anglais/italien
- Genre : horreur/fantastique
- Durée : 112 minutes (version courte), 117 minutes (version longue)
- Dates de sortie : 
  - États-Unis : 22 avril 1988
  - Royaume-Uni : 
    - 17 novembre 1988 (Festival du film de Londres)
    - 16 juin 1989 (sortie nationale)

## Distribution
- Lukas Haas : Franklin J. "Frankie" Scarlatti
- Len Cariou : Michael Phillip "Phil" Terragarossa
- Alex Rocco : Angelo J. Scarlatti
- Katherine Helmond : Amanda Harper
- Jason Presson : Geno Scarlatti
- Renata Vanni : Mama Assaunta
- Angelo Bertolini : Papa Charlie
- Joelle Jacobi : Melissa Anne Montgomery
- Jared Rushton : Donald
- Gregory Levinson : Louie
- Karen Powell : Anne Montgomery

## Distinctions

### Récompenses
- Young Artist Award 1989 :
  - Meilleur film d'horreur

### Nominations
- Saturn Award 1990 : 
  - Meilleure actrice dans un second rôle (Katherine Helmond)
  - Meilleur jeune acteur (Lukas Haas)
- Fantasporto 1989 :
  - Meilleur film fantastique international
- Young Artist Award 1989 :
  - Meilleur jeune acteur dans un film d'horreur ou de mystère (Lukas Haas)